# Чемпіонат Європи з хокею із шайбою 1996 (жінки)
Чемпіонат Європи з хокею із шайбою серед жінок 1996 — п'ятий чемпіонат Європи з хокею із шайбою під егідою Міжнародної федерації хокею із шайбою (ІІХФ), який відбувався з 23 по 29 березня 1996 року у Росії. Матчі проходили у Ярославлі.
Це був останній чемпіонат Європи, ІІХФ вирішив удосконалити проведення чемпіонатів світу які будуть складатись як і чоловічий турнір з кількох дивізіонів.

## Група А

### Учасники чемпіонату
- Фінляндія
- Німеччина
- Норвегія
- Росія
- Швейцарія
- Швеція

### Результати матчів та підсумкова таблиця
| Збірна    | М | В | Н | П | Ш     | О | Швеція | Росія | Фінляндія | Норвегія | Швейцарія | Німеччина |
| --------- | - | - | - | - | ----- | - | ------ | ----- | --------- | -------- | --------- | --------- |
| Швеція    | 5 | 4 | 1 | 0 | 20–11 | 9 |        | 4–2   | 2–1       | 6-3      | 6-3       | 2-2       |
| Росія     | 5 | 4 | 0 | 1 | 17–15 | 8 | 2-4    |       | 3–2       | 5-4      | 4-3       | 3-2       |
| Фінляндія | 5 | 3 | 0 | 2 | 26–5  | 6 | 1-2    | 2-3   |           | 7-0      | 8-0       | 8-0       |
| Норвегія  | 5 | 2 | 0 | 3 | 14–21 | 4 | 3-6    | 4-5   | 0-7       |          | 3-2       | 4-1       |
| Швейцарія | 5 | 1 | 0 | 4 | 11–23 | 2 | 3-6    | 3-4   | 0-8       | 2-3      |           | 3-2       |
| Німеччина | 5 | 0 | 0 | 5 | 7–20  | 0 | 2-2    | 2-3   | 0-8       | 1-4      | 2-3       |           |

### Найкращі гравці чемпіонату Європи
Найкращими гравцями були обрані:
Воротар  Патрісія Сатер
Захисник  Пернілла Бергольм
Нападник  Санна Ланкосаарі
Найкращим бомбардиром стала росіянка Катерина Пашкевич — 9 очок (6+3).
Найкращі гравці за версією журналістів:
Воротар  Ірина Гашеннікова
Захисники  Юганна Іконен —  Анне Хаанпяя
Нападники  Аса Ельвінг —  Катерина Пашкевич —  Санна Ланкосаарі

## Група В

### Учасники чемпіонату
- Чехія
- Данія
- Франція
- Велика Британія
- Латвія
- Казахстан
- Нідерланди
- Словаччина

### Попередній раунд

#### Група 1
| Збірна     | М | В | Н | П | Ш    | О | Латвія | Словаччина | Франція | Казахстан |
| ---------- | - | - | - | - | ---- | - | ------ | ---------- | ------- | --------- |
| Латвія     | 3 | 3 | 0 | 0 | 11–4 | 6 |        | 3–1        | 4–1     | 4-2       |
| Словаччина | 3 | 2 | 0 | 1 | 9–7  | 4 | 1-3    |            | 6–3     | 2-1       |
| Франція    | 3 | 1 | 0 | 2 | 9–12 | 2 | 1-4    | 3-6        |         | 5-2       |
| Казахстан  | 3 | 0 | 0 | 3 | 5–11 | 0 | 2-4    | 1-2        | 2-5     |           |

#### Група 2
| Збірна          | М | В | Н | П | Ш     | О | Данія | Чехія | Нідерланди | Велика Британія |
| --------------- | - | - | - | - | ----- | - | ----- | ----- | ---------- | --------------- |
| Данія           | 3 | 3 | 0 | 0 | 13–4  | 6 |       | 5–3   | 3–1        | 5-0             |
| Чехія           | 3 | 1 | 1 | 1 | 14–10 | 3 | 3-5   |       | 4–4        | 7-1             |
| Нідерланди      | 3 | 1 | 1 | 1 | 12–8  | 3 | 1-3   | 4-4   |            | 7-1             |
| Велика Британія | 3 | 0 | 0 | 3 | 2–19  | 0 | 0-5   | 1-7   | 1-7        |                 |

#### Фінальний раунд
Фінал
 Латвія —  Данія 0:3
Матч за 3-є місце
 Чехія —  Словаччина 5:2
Матч за 5-е місце
 Франція —  Нідерланди 7:3
Матч за 7-е місце
 Казахстан —  Велика Британія 5:4

#### Найкращі гравці чемпіонату Європи
Найкращими гравцями були обрані:
Воротар  Лоліта Андрісевська
Захисник  Андреа Бадікова
Нападник  Жанне Мадсен
Найкращим бомбардиром стала голандка Маріон Пепелс — 9 очок.

## Підсумкова таблиця
| М.  | Збірна          | Примітки                                                                     |
| --- | --------------- | ---------------------------------------------------------------------------- |
| 1.  | Швеція          | Кваліфікувались на чемпіонат світу 1997 року                                 |
| 2.  | Росія           | Кваліфікувались на чемпіонат світу 1997 року                                 |
| 3.  | Фінляндія       | Кваліфікувались на чемпіонат світу 1997 року                                 |
| 4.  | Норвегія        | Кваліфікувались на чемпіонат світу 1997 року                                 |
| 5.  | Швейцарія       | Кваліфікувались на чемпіонат світу 1997 року                                 |
| 6.  | Німеччина       | Кваліфікувались на кваліфікаційний турнір чемпіонату світу 1999 року         |
| 7.  | Данія           | Кваліфікувались на кваліфікаційний турнір чемпіонату світу 1999 року         |
| 8.  | Латвія          | Кваліфікувались на кваліфікаційний турнір чемпіонату світу 1999 року         |
| 9.  | Чехія           | Кваліфікувались на попередню кваліфікацію чемпіонату світу 1999 року         |
| 10. | Словаччина      | Кваліфікувались на попередню кваліфікацію чемпіонату світу 1999 року         |
| 11. | Франція         | Кваліфікувались на попередню кваліфікацію чемпіонату світу 1999 року         |
| 12. | Нідерланди      | Кваліфікувались на попередню кваліфікацію чемпіонату світу 1999 року         |
| 13. | Казахстан       | Кваліфікувались на кваліфікаційний турнір Групи В чемпіонату світу 2000 року |
| 14. | Велика Британія | Кваліфікувались на кваліфікаційний турнір Групи В чемпіонату світу 2000 року |